# Riccardo Scamarcio
Riccardo Scamarcio (Àndria, 13 de novembre de 1979) és un actor italià.

## Carrera artística

### Teatre
- Non essere - Mise en space, dirigit per Leonardo Petrillo (2003)
- I tre moschettieri, dirigit per Attilio Corsini (2004)
- L'intelligenza, il cuore, le dita, (recital sobre les cartes de Mozart) dirigit per Cosimo Damiano Damato (2009)
- Romeo e Giulietta, dirigit per Valerio Binasco (2011)

### Cinema
- La meglio gioventù, Marco Tullio Giordana (2003)
- Ora o mai più, Lucio Pellegrini (2003)
- Tre metri sopra il cielo, Luca Lucini (2004)
- L'odore del sangue, Mario Martone (2004)
- L'uomo perfetto, Luca Lucini (2005)
- Texas, Fausto Paravidino (2005)
- Novel·la criminal (Romanzo criminale), Michele Placido (2005)
- Manuale d'amore 2 - Capitoli successivi, Giovanni Veronesi (2007)
- Ho voglia di te, Luis Prieto (2007)
- Mio fratello è figlio unico, Daniele Luchetti (2007)
- Go Go Tales, Abel Ferrara (2007)
- Prova a volare, Lorenzo Cicconi Massi (2007)
- Colpo d'occhio, Sergio Rubini (2008)
- Italians, Giovanni Veronesi (2009)
- Verso l'eden, Costa-Gavras (2009)
- Il grande sogno, Michele Placido (2009)
- La prima linea, Renato De Maria (2009)
- L'uomo nero, Sergio Rubini (2009)
- Mine vaganti, Ferzan Ozpetek (2010)
- Polisse, Maiwenn Le Besco (2011)
- Manuale d'amore 3, Giovanni Veronesi (2011)
- City of Man, Renato De Maria (2011)
- Blind Bastard Club, Ash Baron-Cohen (2011)
- Euforia (2018)
- Els traductors (Les Traducteurs), Régis Roinsard (2019)

### Televisió
- Ama il tuo nemico 2, Damiano Damiani (2001)
- Io ti salverò, Mario Caiano (2001)
- Compagni di scuola, Tiziana Aristarco i Claudio Norza (2001)
- La freccia nera, Fabrizio Costa (2006)
- Il segreto dell'acqua, Renato De Maria (2011)

### Curtmetratges
- Le mani in faccia, Daniele Basilio (2003)
- Diarchia, Ferdinando Cito Filomarino (2010)

### Videoclips
- Ti scatterò una foto - Tiziano Ferro (2007)
- Insolita - Le Vibrazioni (2008)
- Drammaturgia - Le Vibrazioni (2008)
- Meraviglioso - Negramaro (2009)